# El Carmen de Atrato
El Carmen de Atrato é um município da Colômbia, localizado no departamento de Chocó.

## História
O município de El Carmen de Atrato foi fundado por um grupo colonizador de Jericó (Antioquia); O grupo era liderado pelo casal Luis Agudelo Arroyave e Celedonia Ortiz, que vieram em busca de borracha e guacas deixadas pelos antigos habitantes do município, os indígenas.
O nome do município se deve a uma promessa à Virgem do Carmo pela saúde de uma das filhas dos colonizadores que foi atacada por uma cobra e em homenagem ao rio Atrato que atravessa o território e nasce no Cerro del Plateado que faz fronteira com o departamento de Antioquia. Salgar, Concórdia e Betúlia. Foi aceita como data de fundação de 21 de junho de 1874, uma vez que essa data os emigrantes da região de Antioquia estavam se estabelecendo nessas terras.
Em 1883, o município de Atrato criou o distrito de El Carmen de Atrato, por meio de uma portaria que previa que este território passasse a fazer parte da província de Atrato, no território de Chocó. Em 16 de maio de 1905, pelo decreto nacional 457, que estabeleceu uma nova divisão político-administrativa da Colômbia, foi delimitada a Intendência de Chocó e dentro dela a província de Atrato, da qual El Carmen ainda faz parte.
Por meio de outro decreto em 1908, El Carmen foi anexado ao departamento de Jericó, cuja existência terminou em 1910. Posteriormente, a Lei 65 de dezembro de 1909 tornou nulos os departamentos de Quibdó e Jericó, e o primeiro foi convertido novamente no município de Chocó, na província de Atrato.

Sabe-se que as comunidades indígenas assentadas nesses territórios na época da chegada dos primeiros colonizadores eram tribos que viviam próximas ao rio Atrato, ao rio Habita e ao igarapé Arboleda, estas estão localizadas na área denominada Trocha ou estrada para Quibdó. Essas comunidades, já misturadas com assentados, têm se dedicado à agricultura com culturas como milho, banana e cana-de-açúcar.